# Акустооптический программируемый дисперсионный фильтр
Акустооптический программируемый дисперсионный фильтр (AOPDF) — это особый тип акустооптического модулятора с коллинеарным пучком , способный формировать спектральную фазу и амплитуду ультракоротких лазерных импульсов . AOPDF был изобретен Пьером Турнуа . Обычно, для изготовления AOPDF, работающих в ультрафиолетовой области спектра используются кристаллы кварца, в видимом и ближнем инфракрасном диапазонах (до 4   мкм) используются кристаллы парателлурита, а в диапазоне (3-20   мкм) применяется каломель. Недавно представленные кристаллы ниобата лития позволяют работать с высокой частотой ультразвука (> 100   кГц) из-за большой скорости звука. AOPDF также используется для активного контроля фазы огибающей несущей малоцикловых оптических импульсов и как часть схем измерения импульсов. Несмотря на то, что в принципе акустический оптический перестраиваемый фильтр имеет много общего, с ним не следует путать AOPDF, поскольку в первом параметре является передаточная функция, а во втором — импульсная характеристика.

## Принцип действия
Бегущая акустическая волна вызывает изменения в оптических свойствах, формируя динамическую объемную решетку.

## Формирование импульса
AOPDF — это программируемый спектральный фильтр . С точки зрения обработки сигналов, AOPDF соответствует временному пассивному линейному поперечному фильтру с программируемой конечной импульсной характеристикой . Фазовая и амплитудная фильтрация в AOPDF достигается за счет двулучепреломляющего акустооптического эффекта и может быть представлена сверткой между амплитудой входного оптического сигнала E in (t) и программируемым акустическим сигналом S (t / α), пропорциональным электрический сигнал S (t) подается на пьезоэлектрический преобразователь (изготовленный обычно из ниобата лития). Здесь α представляет собой масштабный коэффициент, равный отношению скорости звука v к скорости света c умноженной на разность индексов n между обычными и необычными волнами, взятыми вдоль оси распространения в кристалле. В пределе низкой эффективности дифракции AOPDF ведет себя как линейный фильтр, а малое значение α (обычно 10 −7) позволяет количественно контролировать оптические сигналы с частотами от десятков до сотен терагерц с электрическими сигналами в десятки мегагерц, которые легко производятся коммерческими генераторами сигналов .

### Поляризация
Из-за своей двулучепреломляющей среды AOPDF является чувствительным к поляризации. Кроме того, поляризация дифрагированной волны, созданной в результате взаимодействия между падающей оптической волной и акустической волной в кристалле, поворачивается на 90 ° относительно поляризации падающей волны. Для однолучевого оптического входа на выходе AOPDF может быть до 4 лучей: два проходящих (не дифрагированных) луча, возникающих в результате двойного преломления, и (при наличии подходящей акустической волны в кристалле) два дифрагированных луча соответствующий каждому компоненту линейной поляризации (обычному и необычному) входного луча. Как правило, на входе используется обыкновенно-поляризованный луч, и поэтому на выходе наблюдаются только два луча: проходящий луч с обычной поляризацией и дифрагированный луч с необычной поляризацией.

### Эффективность дифракции
Спектральная интенсивность дифрагированной волны зависит от спектральной интенсивности акустической волны (которая, в свою очередь, зависит от мощности, подаваемой на преобразователь). Соотношение между дифракционной интенсивностью и входной интенсивностью представляет собой эффективность дифракции. Максимальная эффективность дифракции ограничена нелинейными эффектами. Линейный режим сохраняется до эффективности дифракции около 50 %. Общая эффективность изменяется потерями Френеля на входной и выходной гранях кристалла, если не используется антиотражающее покрытие .

### Спектральная полоса пропускания
Спектральная ширина полосы AOPDF определяется как диапазон, в котором устройство может работать. Можно выделить собственную ширину полосы, которая ограничена поглощением акустооптического кристалла, общей шириной полосы устройства, ограниченной согласованием импеданса между пьезоэлектрическим преобразователем и радиочастотным генератором, и мгновенной шириной полосы, определяемой максимальной одновременной шириной спектра, дифрагированной с разумной эффективностью ,